# Љубица Гојгић
Љубица Гојгић (Титово Ужице, 1970)  српска је новинарка, уредница и водитељка. Ауторка је ТВ емисије Прави угао на Радио-телевизији Војводине.

## Биографија
Завршила је Основну школу „Светозар Марковић” у Београду и Осму, данашњу Трећу београдску гимназију. Студирала је на Економском факултету Универзитета у Београду, а дипломирала на Факултету за медије и комуникације. Усавршавала се у Паризу и Питсбургу.
У новинарству је од 1992. године. Радила је као новинарка и уредница на Радију Индекс, у недељнику НИН, у листу Демократија и на РТВ Б92. Као новинар РТВ Б92 је била специјални известилац из Хага, где је пратила суђења оптуженима пред Међународним кривичним судом за бившу Југославију. Радила је и при београдској канцеларији УНМИК-а као помоћница аташеа за штампу.
Од 2015. године ради на Радио-телевизији Војводине, као уредница и водитељка емисије Прави угао. Ради и као предавач на Факултету за медије и комуникације и новинарској школи Удружења новинара Србије.
Говори енглески и француски језик.

## Награде и признања

### Одликовања
- Витез Националног ордена Легије части, додељен 17. маја 2021. године (Француска)[3]

### Новинарске награде
- Награда за уређивање „Димитрије Давидовић”, додељује Удружење новинара Србије (2010)[4]
- Награда Станислав Сташа Маринковић (2012)
- Награда „Александар Тијанић”, додељује Удружење новинара Србије (2017)[5]